# Relaciones España-Irlanda
Las relaciones España-Irlanda son las relaciones bilaterales entre el Reino de España y la República de Irlanda. Estados miembros de la Unión Europea (UE), ambos forman parte de la eurozona.

## Historia

### Relaciones antes delsigloXIX
La primera conciencia y contacto entre ambas naciones fue a través de historias sobre la migración celta de Iberia a la isla de Irlanda, como se menciona en el Lebor Gabála Érenn sobre los milesianos.
El primer contacto diplomático entre la nobleza irlandesa y la española ocurrió en abril de 1529 cuando el embajador español, Don González Fernández, visitó Irlanda y se reunió con el undécimo conde de Desmond. El acuerdo, conocido como Tratado de Dingle, dio una base formal legal y constitucional a los derechos de ciudadanía y otros privilegios que los exiliados y emigrados irlandeses disfrutaron en la Austria, la España y los Países Bajos de los Habsburgo desde el siglo XVI hasta principios del siglo XX. Ambas naciones se sintieron unidas en sus creencias comunes sobre el catolicismo, pero esto no fue un problema en 1529. En 1554-58, Felipe Príncipe de Asturias se casó con María I de Inglaterra y fue nombrado Rey titular de Irlanda en la bula Ilius ad quem. Como resultado, durante las primeras colonizaciones de Irlanda, lo que ahora es el condado de Offaly se cambió como "condado de King", y Philipstown (ahora Daingean) fue nombrado en su honor, el primer lugar irlandés que lleva el nombre de alguien de España. Poco después de la muerte de María, sucedió como Felipe II de España.
En 1601, España apoyó a los rebeldes irlandeses que luchaban contra Inglaterra durante la guerra de los Nueve Años, y especialmente durante la batalla de Kinsale. En ese momento, los católicos de Irlanda vieron a España como un posible liberador de su país de la Inglaterra protestante y en 1595 Hugo O'Neill ofreció la corona de Irlanda a Felipe II de España. Felipe rechazó la oferta, ya que había sido el rey titular de Irlanda.
Muchos irlandeses en rebelión contra el dominio inglés posteriormente buscaron refugio en España después de la Fuga de los Condes (1607), y durante los dos siglos siguientes, los soldados irlandeses contribuyeron al Ejército de Flandes y lucharon codo con codo durante las rebeliones holandesas y la guerra de los Treinta Años. Durante la guerra anglo-española (1625-1630), se hicieron propuestas en 1627 para lanzar una invasión de Irlanda bajo Shane O'Neill y Hugh O'Donnell, pero no fueron más allá de la etapa de planificación.
Los soldados irlandeses también participaron en la colonización española de América. Varios funcionarios españoles prominentes de origen irlandés gobernaron y administraron colonias españolas como virreyes, como Juan O'Donojú en México y Ambrosio O'Higgins en Perú, o se convirtieron en ministros del Gobierno español, sobre todo Leopoldo O'Donnell y sus familiares Carlos O'Donnell y Juan O'Donnell. También hubo soldados irlandeses aliados en las legiones británicas, que lucharon por la independencia de la Gran Colombia contra España.

### Independencia de la República de Irlanda y Guerra Civil Española
En enero de 1801, Irlanda pasó a formar parte del recién creado Reino Unido de Gran Bretaña e Irlanda, y todas las relaciones entre Irlanda y España se llevaron a cabo a partir de entonces a través de la Corte de St. James. La Legión Irlandesa de Napoleón participó en la represión del Levantamiento del Dos de Mayo. Después de las Guerras Napoleónicas, el Regimiento de Hibernia se disolvió a petición de sus aliados británicos.
En diciembre de 1922, la mayor parte de Irlanda obtuvo una forma de independencia dentro del Imperio Británico como el Estado Libre Irlandés y, en 1924, se establecieron oficialmente relaciones diplomáticas entre el nuevo Estado Libre Irlandés y el Reino de España. Ese mismo año, España abrió su primer consulado en Dublín. En 1935, el primer ministro irlandés fue designado en España con residencia en Madrid.
En 1936, España se vio envuelta en una Guerra Civil entre el bando republicano liderada por el presidente Manuel Azaña; y el bando sublevado o nacional liderado por el General Francisco Franco. El Estado Libre era miembro del Comité de No Intervención. Sin embargo, Irlanda (del Norte y del Sur) estaba dividida en opiniones sobre la guerra. Muchos católicos irlandeses se pusieron del lado de Francisco Franco. Un número menor se puso del lado de la facción republicana española. En 1936 se estableció el Frente Cristiano Irlandés para apoyar financieramente a Francisco Franco y se creó la Brigada Irlandesa para luchar por el bando nacionalista y contribuyó con 700 soldados voluntarios irlandeses a Franco. Al mismo tiempo, 250 voluntarios socialistas irlandeses se unieron a las Brigadas Internacionales y lucharon por la facción republicana española. Ambas facciones irlandesas participaron en la Batalla del Jarama en febrero de 1937. En el verano de 1937, la Brigada Irlandesa fue "desarmada y expulsada de España por Franco" (Fearghal McGarry); la mayoría de los socialistas se quedaron hasta finales de 1938, aunque a menudo fueron tratados como parias a su regreso a casa, y muchos emigraron al Reino Unido. Después de que la guerra terminó en 1939, el ministro irlandés presentó sus credenciales en Burgos y reconoció formalmente al nuevo gobierno español bajo el mando del general Franco.

## Relaciones diplomáticas
El gobierno y la diplomacia españolas procedieron inicialmente con extrema cautela ante los acontecimientos que condujeron a la creación y consolidación del Estado Libre Irlandés, antecedente directo de la República de Irlanda, a pesar de que desde Irlanda se tenía a España por un aliado histórico.
En la actualidad las relaciones bilaterales son excelentes según el Ministerio de Asuntos Exteriores y Cooperación. Su principal contenido viene dado por el ámbito relativo a la Unión Europea (UE), en el que los dos países comparten posiciones comunes en muchos asuntos y en cuyo marco se producen frecuentes contactos entre las autoridades de ambos.

## Relaciones económicas
En 2014, las exportaciones españolas a Irlanda alcanzaron los 1109 millones de euros (lo que supone un incremento del 31,4% respecto al año anterior) y las importaciones de España procedentes de Irlanda alcanzaron los 2523,5 millones de euros (lo que supone una disminución del 10,5%), resultando un saldo comercial a favor de Irlanda de 1.414,5 millones de euros. En 2014 Irlanda ocupó la posición nº40 en el ranking de países de destino de la exportación española. A su vez, España ocupó la posición n.º 14 en el ranking de países exportadores a Irlanda.
En 2015, se aceleraron el crecimiento del comercio de bienes, tanto de las exportaciones como de las importaciones, en línea con la pujanza de ambas economías. Así, las exportaciones españolas a Irlanda se han incrementado un 29,5% entre enero y octubre, respecto al mismo período del año anterior, y las importaciones españolas de Irlanda lo han hecho un 27%.
España es un destino destacado para el turismo irlandés. En los últimos años, según datos del Ministerio de Industria, Energía y Turismo, en torno a 1,2 millones de visitantes irlandeses viajaron a España anualmente (sobre una población total de unos 4,6 millones de habitantes).

## Misiones diplomáticas
- España tiene una embajada en Dublín.[12]
- Irlanda tiene una embajada en Madrid.[13]

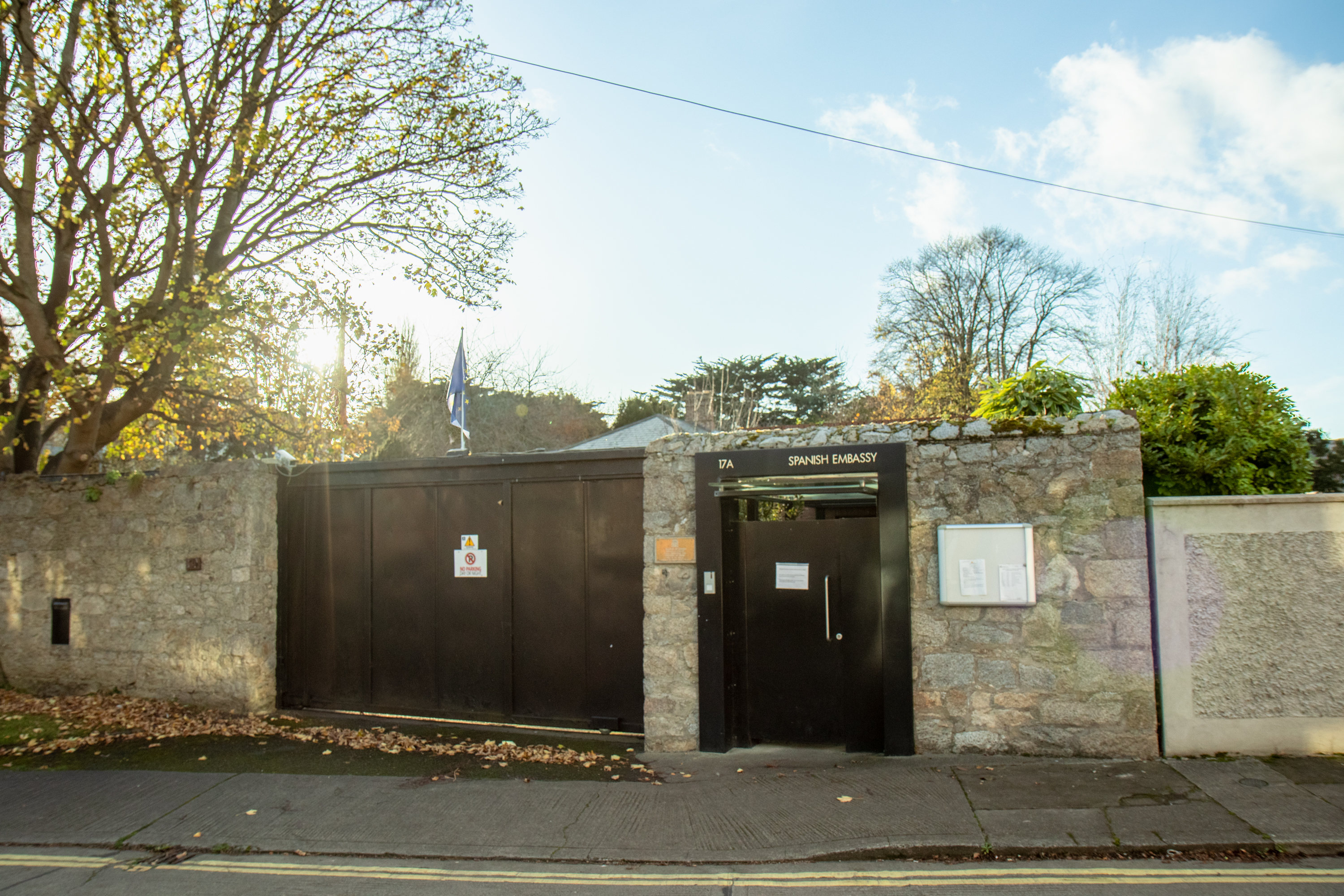
Embajada de España en Dublín.
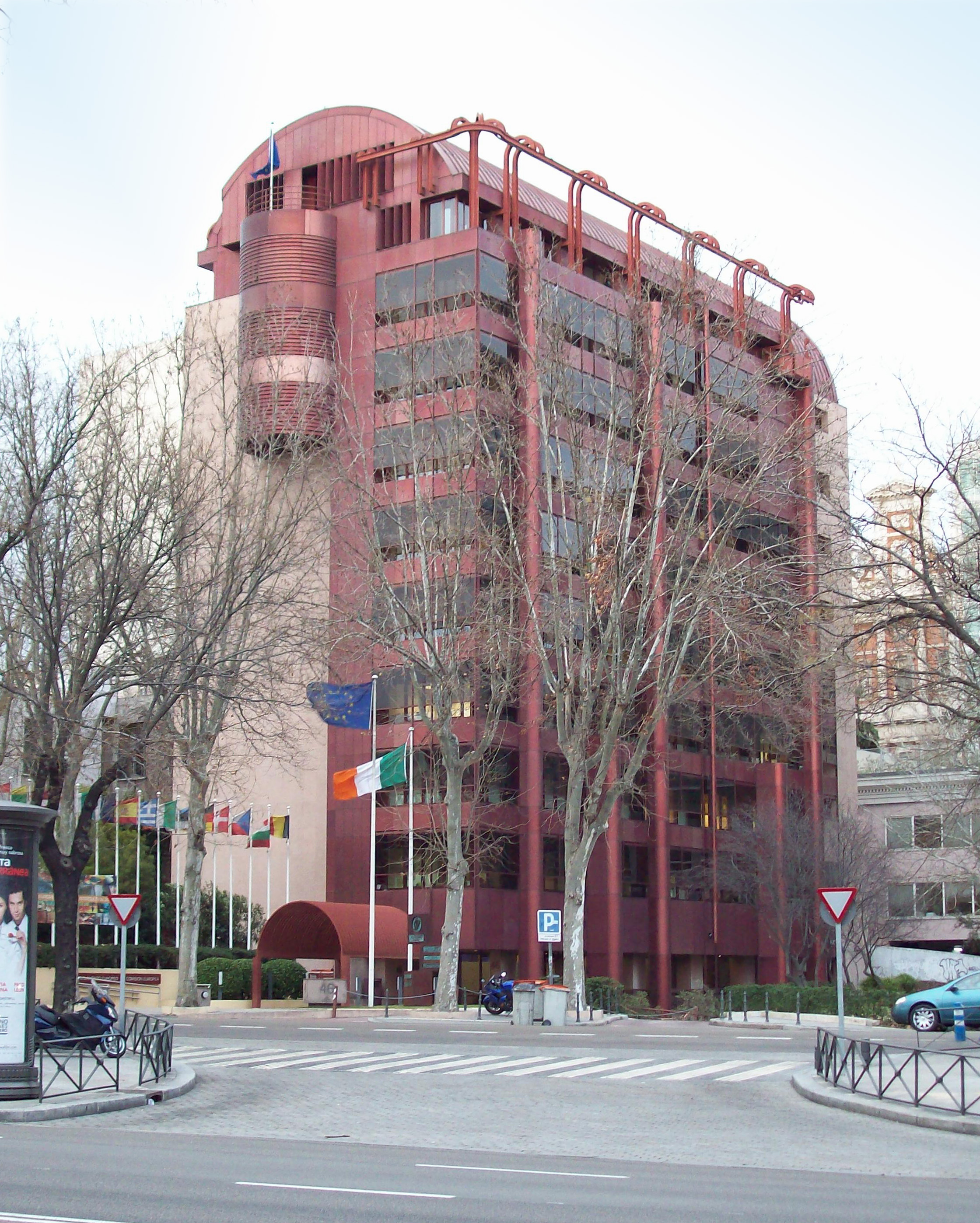
Embajada de Irlanda en Madrid.